# Glücksburger Heide
Glücksburger Heide este o arie protejată (arie specială de conservare — SAC, sit de importanță comunitară — SCI, arie de protecție specială avifaunistică — SPA) din Germania întinsă pe o suprafață de 1.803 ha, integral pe uscat.

## Localizare
Centrul sitului Glücksburger Heide este situat la coordonatele 51°52′09″N 12°59′20″E / 51.8692°N 12.9889°E.

## Înființare
Situl Glücksburger Heide a fost declarat sit de importanță comunitară în octombrie 2000 pentru a proteja 23 de specii de animale. Alte tipuri de protecție:
- arie de protecție specială avifaunistică (în octombrie 2000)[2]
- arie specială de conservare (în octombrie 2011)[1][3][4]

## Biodiversitate
Situată în ecoregiunea continentală, aria protejată conține 1 habitat natural: Pajiști uscate europene.
La baza desemnării sitului se află mai multe specii protejate:
- păsări (18): fâsă-de-câmp (Anthus campestris), ciuf de câmp (Asio flammeus), caprimulg (Caprimulgus europaeus), erete de stuf (Circus aeruginosus), erete vânăt (Circus cyaneus), ciocănitoare neagră (Dryocopus martius), presură de grădină (Emberiza hortulana), șoimul rândunelelor (Falco subbuteo), capîntortură (Jynx torquilla), sfrâncioc roșiatic (Lanius collurio), sfrâncioc mare (Lanius excubitor excubitor), ciocârlie de pădure (Lullula arborea), gaia roșie (Milvus milvus), pietrar sur (Oenanthe oenanthe), viespar (Pernis apivorus), mărăcinar negru (Saxicola torquatus), silvie porumbacă (Sylvia nisoria), pupăză (Upupa epops)
- amfibieni (1): triton cu creastă (Triturus cristatus)
- mamifere (2): liliac cârn (Barbastella barbastellus), lupul (Canis lupus)
- nevertebrate (2): libelule (Leucorrhinia pectoralis), Ophiogomphus cecilia

Pe lângă speciile protejate, pe teritoriul sitului au mai fost identificate 1 specie de plante, 6 specii de amfibieni, 7 specii de mamifere, 10 specii de nevertebrate, 2 specii de reptile.